# Liste der Musikhochschulen und Konservatorien in Deutschland
In dieser Liste der Musikhochschulen und Konservatorien in Deutschland sind deutsche Musikausbildungsstätten wie Universitäten für Musik, Hochschulen für Musik, Universitätsabteilungen für Musik, Hochschulen für Kirchenmusik, Musikakademien, Konservatorien mit und ohne Berufsausbildung sowie Berufsfachschulen sowie Fachschulen für Musik gelistet. Ehemalige Institute sind separat aufgeführt.

## Musikausbildungsstätten mit Bachelor, Master oder Diplom

### Universitäten für Musik
- Berlin – Universität der Künste Berlin
- Essen (Dortmund, Duisburg, Bochum) – Folkwang Universität der Künste

### Hochschulen, Hochschulinstitute und Universitätsabteilungen für Musik
- Augsburg – Leopold Mozart College of Music (ehem. Leopold-Mozart-Zentrum) der Universität Augsburg (Abteilung für Musik)
- Berlin – Hochschule für Musik „Hanns Eisler“ Berlin
- Berlin – Barenboim-Said-Akademie
- Berlin – BIMM Institute Berlin
- Bremen – Hochschule für Künste Bremen
- Cottbus – Brandenburgische Technische Universität Cottbus: Institut für Instrumental- und Gesangspädagogik  (IGP), Cottbus
- Detmold – Hochschule für Musik Detmold
- Dresden – Hochschule für Musik Carl Maria von Weber Dresden
- Düsseldorf – Robert Schumann Hochschule Düsseldorf
- Düsseldorf – Internationale Musikakademie Anton Rubinstein
- Frankfurt am Main – Hochschule für Musik und Darstellende Kunst Frankfurt am Main
- Freiburg im Breisgau – Hochschule für Musik Freiburg
- Halle (Saale) – Institut für Musik der Martin-Luther-Universität Halle-Wittenberg (Abteilung für Musik)
- Hamburg – Hochschule für Musik und Theater Hamburg
- Hamburg – BIMM Institute Hamburg
- Hannover – Hochschule für Musik, Theater und Medien Hannover
- Karlsruhe – Hochschule für Musik Karlsruhe
- Kassel – Institut für Musik der Universität Kassel
- Köln – Hochschule für Musik und Tanz Köln (mit den Standorten Aachen und Wuppertal)
- Leipzig – Hochschule für Musik und Theater „Felix Mendelssohn Bartholdy“ Leipzig
- Lübeck – Musikhochschule Lübeck
- Mainz – Hochschule für Musik Mainz an der Johannes Gutenberg-Universität Mainz
- Mannheim – Staatliche Hochschule für Musik und Darstellende Kunst Mannheim
- München – Hochschule für Musik und Theater München
- Münster – Musikhochschule Münster
- Nürnberg – Hochschule für Musik Nürnberg
- Osnabrück – Institut für Musikwissenschaft und Musikpädagogik der Universität Osnabrück
- Osnabrück – Institut für Musik der Hochschule Osnabrück
- Potsdam – Strukturbereich für Musik und Musikpädagogik an der Universität Potsdam
- Rostock – Hochschule für Musik und Theater Rostock
- Saarbrücken – Hochschule für Musik Saar
- Stuttgart – Hochschule für Musik und Darstellende Kunst Stuttgart
- Trossingen – Staatliche Hochschule für Musik Trossingen
- Weimar – Hochschule für Musik „Franz Liszt“ Weimar
- Wuppertal - Bergische Universität Wuppertal: Fachgruppe Musikpädagogik
- Würzburg – Hochschule für Musik Würzburg

### Hochschulen und Hochschulinstitute für Kirchenmusik mit Diplom Kirchenmusik A und B
- Bayreuth – Hochschule für evangelische Kirchenmusik Bayreuth
- Dresden – Evangelische Hochschule für Kirchenmusik Dresden
- Greifswald – Philosophische Fakultät der Universität Greifswald, Institut für Kirchenmusik und Musikwissenschaft
- Halle (Saale) – Evangelische Hochschule für Kirchenmusik Halle
- Heidelberg – Hochschule für Kirchenmusik Heidelberg
- Herford – Hochschule für Kirchenmusik der Evangelischen Kirche von Westfalen
- Regensburg – Hochschule für Katholische Kirchenmusik und Musikpädagogik Regensburg
- Rottenburg – Katholische Hochschule für Kirchenmusik Rottenburg
- Tübingen – Evangelische Hochschule für Kirchenmusik Tübingen

### Konservatorien und Musikakademien mit Bachelor
- Darmstadt – Akademie für Tonkunst Darmstadt
- Frankfurt am Main – Dr. Hoch’s Konservatorium
- Hamburg – Hamburger Konservatorium
- Kassel – Musikakademie der Stadt Kassel „Louis Spohr“
- Mainz – Peter-Cornelius-Konservatorium der Stadt Mainz
- Mannheim – Popakademie Baden-Württemberg
- Wiesbaden – Wiesbadener Musikakademie[1]
- Wuppertal – Internationale Musikakademie Wuppertal IMAW (in Kooperation der Kalaidos University of Applied Sciences Switzerland)[2]

## Musikausbildungsstätten mit sonstigen Berufsabschlüssen

### Konservatorien und Musikakademien
- Berlin – Berlin Opera Academy[3]
- Berlin – Internationale Musikakademie Anton Rubinstein
- Düsseldorf – Internationale Musikakademie Anton Rubinstein
- Frankfurt am Main – FMW Frankfurter Musikwerkstatt, Berufsfachschule[4]
- Hamburg – Johannes-Brahms-Konservatorium
- Hamburg – Das Hamburger Mozarteum, Berufsfachschule für Musik
- Hamburg – Hamburg School of Music – staatlich anerkannte Berufsfachschule für Popularmusik (Rock, Pop, Jazz)
- Hannover Music College Hannover – staatlich anerkannte Berufsfachschule für Musik (Rock, Pop, Jazz)
- Internationale Akademie für Musik Köln
- Die Berufsfachschulen für Musikinstrumentenbau in Ludwigsburg, Mittenwald und Markneukirchen
- Internationale Musikschulakademie Kulturzentrum Schloss Kapfenburg, Kapfenburg
- Trossingen – Hohner-Konservatorium
- Wiesbaden - Musikakademie

### Institute für Kirchenmusik
- Mainz – Institut für Kirchenmusik Mainz
- Schlüchtern – Kirchenmusikalische Fortbildungsstätte Schlüchtern
- Speyer – Bischöfliches Kirchenmusikalisches Institut (Speyer)

### Berufsfachschulen für Musikin Bayern
- Altötting – Berufsfachschule für Musik Altötting
- Bad Königshofen – Berufsfachschule für Musik Bad Königshofen[5]
- Dinkelsbühl – Berufsfachschule für Musik des Bezirks Mittelfranken
- Kronach – Berufsfachschule für Musik Oberfranken
- Krumbach – Berufsfachschule für Musik des Bezirks Schwaben
- München – Berufsfachschule für Musik Fachrichtung Rock/Pop/Jazz der Neuen Jazzschool München e. V.
- Nürnberg – Musication Berufsfachschule für Musik (Fachbereich Klassik & Rock/Pop/Jazz)
- Nürnberg – Berufsfachschule für Musik für Blinde, Sehbehinderte und Sehende
- Plattling – Berufsfachschule für Musik Plattling
- Regensburg – Music College für Rock-Pop-Jazz
- Sulzbach-Rosenberg – Berufsfachschule für Musik des Bezirks Oberpfalz

## Konservatorienohne Berufsabschluss
- Cottbus – Konservatorium Cottbus
- Dresden – Heinrich-Schütz-Konservatorium Dresden e. V.
- Halle (Saale) – Konservatorium „Georg Friedrich Händel“
- Hamburg – Musikseminar
- Karlsruhe – Badisches Konservatorium
- Köln – Lobanov-Musikakademie – für Klavier, Geige, Bratsche, Violoncello, Flöte und Klarinette
- Magdeburg – Konservatorium Georg Philipp Telemann
- Meiningen – Max-Reger-Konservatorium
- Plauen – Vogtland-Konservatorium Clara Wieck
- Zwickau – Robert-Schumann-Konservatorium
- Schwerin – Konservatorium Schwerin „Johann Wilhelm Hertel“

## Ehemalige Musikausbildungsstätten

### Ehemalige Hochschulen für Kirchenmusik
- Aachen: Katholische Hochschule für Kirchenmusik St. Gregorius
- Berlin: Institut für Kirchenmusik, Berlin-Charlottenburg, Hardenbergstraße
- Berlin: Spandauer Kirchenmusikschule
- Görlitz – Hochschule für Kirchenmusik der Evangelischen Kirche der schlesischen Oberlausitz
- Hannover – ehemals von 1945 bis 1973 unterhaltene Kirchenmusikschule Hannover
- Königsberg (Preußen) – Institut für Schul- und Kirchenmusik der Albertus-Universität

### Ehemalige Konservatorien
- Berlin: Stern’sches Konservatorium (1966 in die heutige Universität der Künste integriert)
- Berlin: Klindworth-Scharwenka-Konservatorium, gegründet 1881, 1960 aufgelöst.
- Braunschweig: Niedersächsische Musikschule Braunschweig (im Status vergleichbar mit Konservatorien, 1979 geschlossen)
- Bremen: Konservatorium der Freien und Hansestadt Bremen (private Fachschule 1979 in die Hochschule für Künste integriert)
- Erfurt: Thüringer Landes-Conservatorium, gegründet 1911 durch Walter Hansmann
- Halle (Saale): Bruno Heydrich'sches Konservatorium für Musik und Theater, gegründet 1899
- Köln: Rheinische Musikschule (gegründet 1845, Integration des berufsbildenden Teils in die Musikhochschule Köln 1968)
- München: Richard-Strauss-Konservatorium (2008 in die Musikhochschule München integriert)
- Osnabrück: Städtisches Konservatorium (2000 als Institut für Musik in die Hochschule Osnabrück integriert)
- Würzburg: Konservatorium für Musik der Stadt Würzburg (2001 in die Musikhochschule Würzburg integriert)